# Трамі (тропічний шторм)
Тропічний шторм «Трамі» (англ. Tropical Storm Trami), також відомий на Філіппінах як Тропічний шторм«Крістін» (англ. Tropical Storm Kristine) — дуже великий, руйнівний і смертоносний тропічний циклон, який завдав значних руйнуваннь на Філіппінах, а пізніше вплинув на В’єтнам, Таїланд і Китай у жовтні 2024 року.

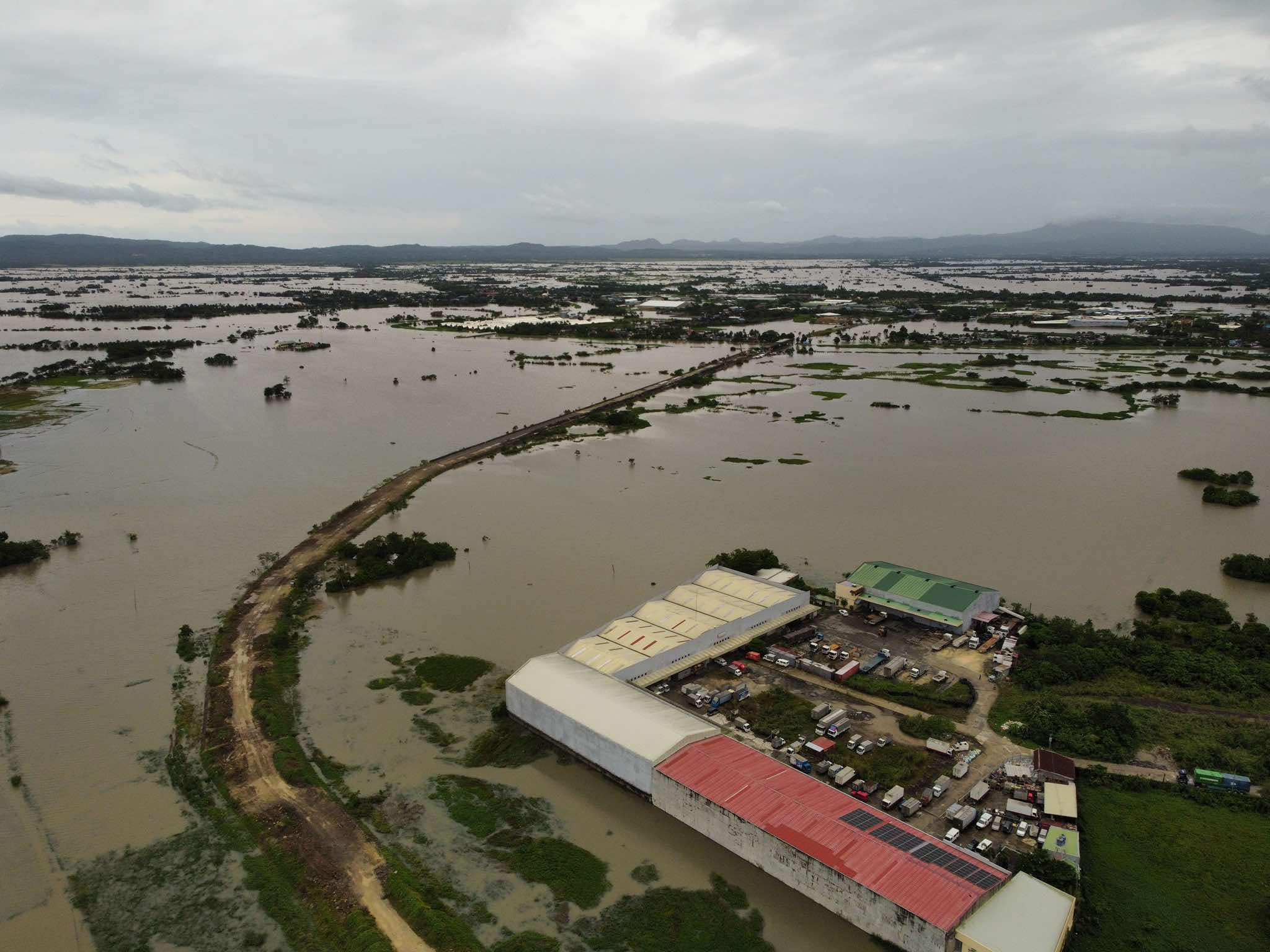
Затоплені рисові поля в Північний Камаринес

PAGASA прогнозувало що тропічний циклон принесе сильний вітер в кількох регіонах Філіппін, що спонукає до видачі сигналів вітру тропічного циклону для різних областей. Червоне попередження було оголошено для регіону Бікол, Кордильєрський адміністративний регіон Батанеса та Північного Ілокосу висловили занепокоєння щодо можливої подальшої шкоди їхнім провінціям, оскільки вони все ще оговтувалися від тайфуну Кратон раніше в цьому році. У Дает, PAGASA зафіксувала 528,5 мм (20,81 дюйма) дощу що відзначає найбільшу кількість опадів за 24 години з 1920-х років і перевершує попередній рекорд 507,5 мм (19,98 дюйма), встановлений у грудні 2000 року. Прибережні райони Хайнаня оголосила червоний рівень тривоги, найвищий рівень попередження, через наближення шторму, що змусило понад 40 000 людей евакуюватися. Сильний вітер у Данангу, повалені дерева та рекламні щити, а сильний дощ у провінції Куангчі спричинив сильну повінь, залишивши без світла 18 000 людей. У Таїланді повідомляється про повені в районі Банг Сай провінції Пхра Накхон Сі Аюттхая. Загалом через циклон загинуло щонайменше 167 людей, 22 людини вважаються зниклими безвісти та 148 отримали поранення, завдавши збитків приблизно на 287 мільйонів доларів США.